# Roșia (Hunyad megye)
Roșia románul: Roșia, település Romániában, Erdélyben, Hunyad megyében.

## Fekvése
Balsa mellett fekvő település.

## Története
Roşia korábban Balsa (Balşa) része volt. 1956-ban vált külön településsé 35 lakossal.
1966-ban 28, 1977-ben 40, 1992-ben 17, 2002-ben 7 román lakosa volt.